# Anaea phoebe
Anaea phoebe är en fjärilsart som beskrevs av Druce 1877. Anaea phoebe ingår i släktet Anaea och familjen praktfjärilar. Inga underarter finns listade i Catalogue of Life.